# Peter Alestig
Peter Samuel Alestig, född 26 augusti 1982, är en svensk författare och journalist med fokus på klimatförändringarna. Han rekryterades 2021 till Dagens Nyheter som klimatredaktör och har sedan dess utkommit med boken Världen som väntar vid Mondial förlag, om hur Sverige påverkas av den globala uppvärmningen. Han har tidigare utkommit med boken Fem år av fångenskap vid Ordfront förlag om den svensketiopiske hjärtläkaren Fikru Maru som satt fängslad i Etiopien i fem år. Alestig är utbildad vid Enheten för journalistik, medier och kommunikation vid Stockholms universitet, där han tog examen 2010. Han har tidigare varit anställd vid Sveriges Radios vetenskapsredaktion och vid Svenska Dagbladet, där han var bland annat Afrikakorrespondent och nyhetschef för SvD Näringsliv.